# Georg Irmer (Opernsänger)
Georg Irmer (* 6. Juni 1906 in Mittel Lazisk; † 11. März 1987 in Berlin) war ein deutscher Opernsänger sowie Theater- und Filmschauspieler.

## Leben und Wirken
Der gebürtige Schlesier arbeitete zunächst als Maschinenschlosser, ehe er sich ab den späten 1930er-Jahren zum Opernsänger ausbilden ließ. Nach dem Ende des Zweiten Weltkriegs tourte er mit einem Ensemble durch die Sowjetische Besatzungszone und wurde 1947 als 1. Tenor an das Stadttheater Annaberg-Buchholz verpflichtet. Hier sang er u. a. den Lyonel in Flotows Martha, den Cavaradossi in Puccinis Tosca, den Don José in Bizets Carmen sowie den Turiddu in Mascagnis Cavalleria rusticana. Parallel dazu nahm er Schauspielunterricht bei Fritz Baschata in Wien. 1951 wechselte er in das Fach des Buffos und wurde bald darauf ans Landestheater Parchim engagiert. Mitte der 1950er-Jahre trat er am Schweriner Kabarett „Das Brennglas“ auf.
Ab 1956 übernahm Georg Irmer Chargenrollen in einigen DEFA-Produktionen, darunter mehrfach Märchenverfilmungen (etwa als Zwerg Packe im Publikumserfolg Schneewittchen) sowie Operetten- und Revuefilme. In späteren Jahren war er hauptsächlich in Fernsehfilmen zu sehen. Er starb 1987 in Berlin-Prenzlauer Berg.
Irmers erste Ehefrau war ab 1930 die Schneiderin Klara Franzke. Von 1962 bis zu seinem Tod war er dann mit Maria Kensing verheiratet.

## Filmografie
- 1956: Das tapfere Schneiderlein
- 1956: Die Hexen von Salem
- 1957: Mazurka der Liebe
- 1959: Simplon-Tunnel
- 1960: Die schöne Lurette
- 1960: Fahrt ins Blaue (Fernsehfilm)
- 1961: Eine Handvoll Noten
- 1961: Schneewittchen
- 1962: Revue um Mitternacht
- 1962: Klapper macht Karriere
- 1963: Was ihr wollt (Fernsehfilm)
- 1963: Verliebt und vorbestraft
- 1963: Achtung, Selbstschüsse
- 1965: … nichts als Sünde
- 1966: Hannes Trostberg (Fernsehserie)
- 1978: Zwerg Nase (Fernsehfilm)
- 1981: Der Sturz (Fernsehfilm)